# Бутанский почтовый музей
Бутанский почтовый музей (англ. Bhutan Postal Museum) был открыт 7 ноября 2015 года в здании Главного почтамта в столице Тхимпху. Музей почты рассказывает историю развития коммуникаций, транспорта и почтовых услуг в истории Бутана. История рассказывается через коллекцию различных артефактов и богатого ассортимента марок, которые Бутан производил на протяжении многих лет. Бутанский почтовой музей уже приобрел популярность среди иностранных туристов и включён в список «Must Visit Attraction» для Бутана.

## Экспозиция (галереи)
Пять галерей показывают развитие почтовой системы Бутана, от самых ранних почтовых агентств до часто необычных и коллекционных марок Бутана:
- Галерея I используется для временных выставок, меняющихся в зависимости от особых случаев в стране и выпуска марок.
- Галерея II прослеживает историю общения в до-почтовую эпоху, когда посыльные использовались для доставки правительственных указов и писем.
- Галерея III рассказывает историю развития почтовой и телеграфной системы в Бутане и демонстрирует старое почтовое и телеграфное оборудование, приборы и мебель.
- В галерее IV представлены выпуски марок, посвященные династии Вангчук, с информацией, предоставленной о начале монархии в Бутане в 1907 году, и краткой историей жизни последующих королей Бутана.
- Галерея V показывает почтовые марки Бутана, которые использовались как «Маленькие послы» для продвижения независимости Бутана, его богатой культуры, фауны и флоры. На выставке представлены, помимо прочего, знаменитые «говорящие марки» Бутана.